# Gilbert Ryle
Gilbert Ryle (Brighton, 19 augustus 1900 – Oxford, 6 oktober 1976) was een filosoof en een vertegenwoordiger van de generatie van Britse taalfilosofen (de zogeheten ordinary language philosophers) die werden beïnvloed door Wittgensteins taalfilosofie. Hij is voornamelijk bekend vanwege zijn kritiek op het dualisme van René Descartes, waarvoor hij de omschrijving "the ghost in the machine" bedacht. Sommige van zijn filosofische ideeën worden als een vorm van "filosofisch behaviorisme" omschreven.
Zijn belangrijkste werk The Concept of Mind publiceerde hij in 1949. Hierin geeft hij ook aan dat de "general trend of this book will undoubtedly, and harmlessly, be stigmatised as 'behaviourist'." Zelf acht hij, voornamelijk vanwege zijn intensieve studie van de werken van Bernard Bolzano, Franz Brentano, Alexius Meinong, Edmund Husserl, en Martin Heidegger, meer het label van fenomenologie op zijn plaats.

## Leven
Hij werd geboren in het Engelse Brighton in 1900 en groeide op in een leergierige omgeving. Zijn vader was immers dokter en had een sterke interesse in filosofie en astronomie. Daarnaast zou zijn vader ook een ruime bibliotheek nalaten. Ryle ging naar het Brighton College, net als zijn broers John en George. In 1919 zou hij naar The Queen's College, Universiteit van Oxford gaan. Oorspronkelijk ging zijn aandacht uit naar de klassieken, maar deze zou al snel verschuiven naar de filosofie. Hij zou met onderscheiding slagen en in 1924 kreeg hij een post aangeboden in Christ Church (Oxford). Hier bleef hij tot het uitbreken van de Tweede Wereldoorlog. Vanwege zijn talent voor talen werd hij in de Tweede Wereldoorlog gerekruteerd voor de inlichtingendienst. Daarna werd hij Wayneflete-professor in de metafysica aan de Universiteit van Oxford. in 1949 zou hij zijn hoofdwerk The Concept of Mind publiceren. Van 1945 tot 1946 was hij voorzitter van de Aristotelian Society en van 1947 tot 1971 zou hij in de redactie zitten van het filosofisch tijdschrift Mind. Ryle stierf uiteindelijk op 6 oktober 1976 in Whitby (North Yorkshire).

## Filosofie

### Filosofie als cartografie
The philosophical arguments which constitute this book are intended not to increase what we know about minds but to rectify the logical geography of the knowledge we already possess.

Ryle was ervan overtuigd dat het niet langer mogelijk was voor een filosoof om de taak van de filosofie nog te zien als de studie van het mentale tegenover de fysische objecten. Ryle stelde een alternatief voor: een zoektocht naar objecten die naar hun natuur noch fysisch noch mentaal waren. Hierbij bedacht hij de analogie van filosofie als cartografie. Competente sprekers van een taal zijn, volgens Ryle, voor een filosoof wat gewone dorpsbewoners zijn voor een cartograaf: de gewone dorpsbewoner kent zijn eigen dorp wel, en is vertrouwd met haar inwoners en geografie, maar deze kennis zal hij enkel op praktisch vlak bezitten, en niet op theoretisch vlak. De dorpsbewoner denkt over zijn dorp na in persoonlijke en praktische termen, terwijl de cartograaf net in neutrale, publieke termen denkt.
Filosofen kunnen zo dus door een "kaart te schetsen" van bepaalde woorden en zinsdelen van een uitspraak, wat Ryle noemt "implication threads" creëren. Dit houdt de idee in dat elk onderdeel van een uitspraak tot die uitspraak bijdraagt op een wijze dat, mocht men deze onderdelen veranderen, de uitspraak zelf een andere implicatie zou hebben. De taak van een filosoof bestaat er dan ook uit de richting en grenzen van zo'n "implicatie-ontwerp" te schetsen. Men moet dan de betekenis van deze implicatie-ontwerpen zoeken door te kijken hoe zij gebruikt worden.

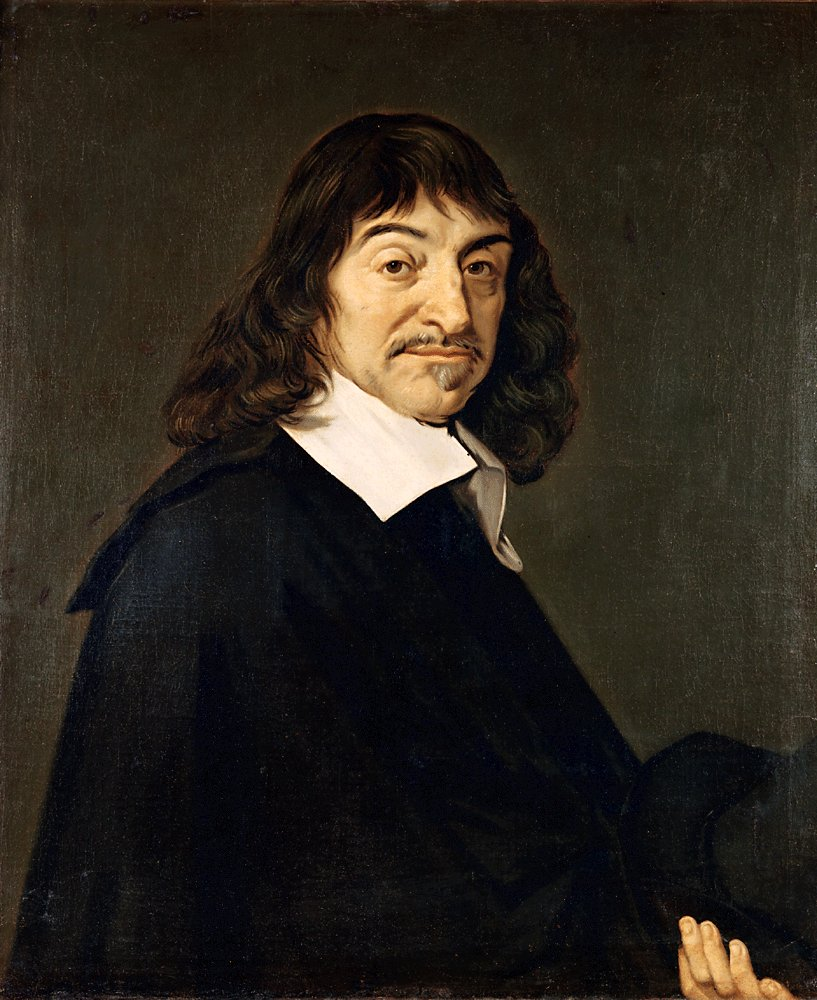
René Descartes 1648.

### The Concept of Mind
In zijn hoofdwerk, The Concept of Mind (1949) betoogt Ryle dat de traditionele opvatting van het cartesiaans dualisme, dat dominerend is in de westerse filosofie, verworpen moet worden. Het idee dat er een geest onafhankelijk van het lichaam bestaat is volgens Ryle een foutief beeld, stammend uit een tijd waar de biologische wetenschappen nog niet bestonden. Hij ziet dit dualisme dan ook als een categoriefout (category-mistake):
"It is one big mistake and a mistake of a special kind. It is, namely, a category-mistake. It represents the facts of mental life as if they belonged to one logical type or category (or range of types or categories), when they actually belong to another. The dogma is therefore a philosopher's myth."
Deze categoriefout die filosofen maken komt voort uit de idee dat de geest enerzijds en het lichaam anderzijds tot dezelfde categorie behoren. Dit ziet hij zowel aan het werk in het idealisme, die het materiële tot het mentale reduceert alsof het tot dezelfde categorie behoort, en het materialisme, dat net het omgekeerde doet. Hij legt dit verder uit aan de hand van een aantal analoge voorbeelden. Zo geeft hij het voorbeeld van iemand die een rondleiding in een universiteit krijgt en er de collegezalen, aula's, gangen, ... krijgt te zien, maar toch nog op het laatst vraagt wanneer men hem nu echt de "universiteit" zal tonen. Een ander voorbeeld dat hij geeft is van een toeschouwer die een stoet van soldaten ziet voorbij lopen, en dan toch nog vraagt wanneer hij nu de "legerdivisie" krijgt te zien. Een laatste voorbeeld is van een iets andere aard, namelijk daar vraagt een toeschouwer - na introductie tot een cricketspel en de spelers - wie, wat of waar nu de befaamde esprit de corps (teamgeest) is.
De werkelijke functie van de lichaam-geesttaal bestaat eruit een beschrijving te bieden van hoe hogere organismen, zoals de mens, dingen als vindingrijkheid, strategieën, de mogelijkheid tot abstractie en hypothesevorming, ... kunnen bezitten, een beschrijving via aanwijzingen uit hun gedrag. Hij valt de idee aan dat de natuur gezien kan worden als een complexe machine en de menselijke natuur als een kleinere machine in dit geheel, met een "homunculus" in het hoofd ervan, die instaat voor diens intelligentie, spontaniteit en andere menselijke (mentale) kwaliteiten. De filosoof Daniel Dennett zal deze klassieke opvatting het Cartesiaans theater noemen. Hoewel volgens Ryle mentale uitspraken en termen wel hun nut hebben in het beschrijven en verklaren van menselijk gedrag, zijn noch mensen analoog met machines noch is er een behoefte aan een soort verborgen principe (zoals deze "geest" in de machine) om de "supermechanische" vermogens te verklaren.

Een voorstelling van het beeld waartegen Ryle zich verzet: een homunculus in de hersenen krijgt via de menselijke zintuigen een afspiegeling van de buitenwereld.

Ryle stelt dat het functioneren van de geest niet losstaat van de handelingen van het lichaam. Ze zijn beide samen een. Men moet het lichaam-geestprobleem niet opvatten als een botsing tussen het fysisch en het mentale volgens Ryle, want ze zijn volgens Ryle niet van elkaar los te maken. Het mentale vocabularium waarover wij beschikken is slechts een manier om ons handelen te beschrijven. Ryle stelt ook dat de oorsprong van iemands motieven kan gedefinieerd worden aan de hand van diens "disposities" om op een bepaalde manier in een bepaalde situatie te handelen. Verder definieert hij mentale toestanden ook als "intelligent handelen". Er zijn zuivere fenomenen als gevoel of pijn. Het enige wat er is, is een set van handelingen en gevoelens die zijn ondergebracht bij een algemene wijze van gedrag of neiging om op een bepaalde manier te handelen.

### Nalatenschap en invloed
Zijn hoofdwerk The Concept of Mind werd bij zijn verschijning gezien als een van de belangrijkste werken in de filosofische psychologie en tevens in de ordinary language-beweging. Vanaf de jaren 60 en 70 echter, kwamen cognitivistische theorieën zoals die van Noam Chomsky, Herbert Simon en Jerry Fodor steeds meer naar voren en verdrongen de behavioristische opvattingen. De twee belangrijke theorieën in de filosofie van de geest na de Tweede Wereldoorlog, enerzijds het representationalisme van Jerry Fodor en anderzijds het functionalisme van Wilfrid Sellars, gaan net vooral over deze "interne" cognitieve toestanden die Ryle net lijkt te verwerpen. Er is echter, bijvoorbeeld bij Daniel Dennett (die tevens een voorwoord heeft geschreven op de nieuwe editie van het boek van Ryle) stelt een nieuwe interesse in het werk van Ryle. Ryle blijft zo een belangrijke verdediger van de mogelijkheid om een heldere en betekenisvolle interpretatie te bieden van de "hogere" menselijke activiteiten zonder te moeten terugvallen op iets al een abstracte ziel.
Daarnaast heeft Ryles notie van "dikke beschrijving" (thick description), voorkomend in "The Thinking of Thoughts: What is 'Le Penseur' Doing?" en Thinking and Reflecting een sterke invloed gehad op culturele antropologen zoals Clifford Geertz.